# Wir waren Nachbarn

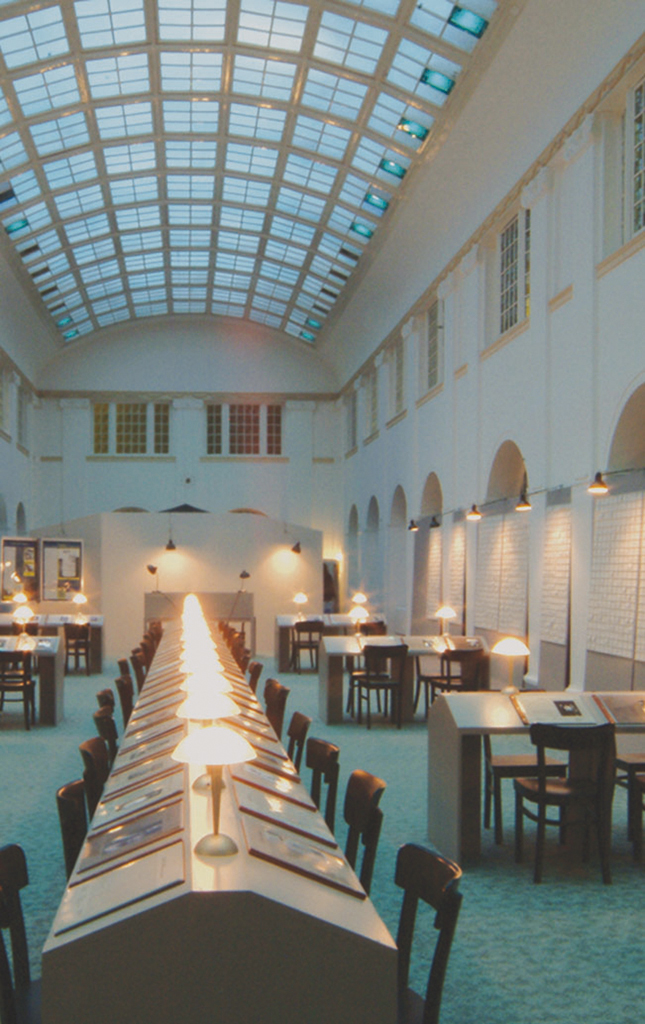
Blick in die Ausstellungshalle im Rathaus Schöneberg mit der Ausstellungsinstallation Wir waren Nachbarn – Biografien jüdischer Zeitzeugen

Wir waren Nachbarn – Biografien jüdischer Zeitzeugen ist eine öffentliche Ausstellung zur kollektiven Erinnerung an die örtlichen Opfer der Shoah, der Judenverfolgung im Nationalsozialismus, im Rathaus Schöneberg im Berliner Bezirk Tempelhof-Schöneberg. Eröffnet im Januar 2005 ist sie mit Unterstützung der Berliner Kulturverwaltung seit 2010 als ganzjährig geöffnete Dauerausstellung zugänglich. Die Ausstellung ist eine Art begehbares Familienalbum oder in der jüdischen Tradition des Memorbuchs ein Raum des Totengedenkens.
Der neugestaltete Saal der Ausstellungshalle im Rathaus wirkt auf die Besuchenden wie  ein historischer Bibliotheks-Saal. Auf Lesepulten liegen zum Lesen und Blättern biografische Alben über ehemalige jüdische Einwohner der Berliner Bezirke Schöneberg und Tempelhof in der Zeit vor 1933 bzw. vor 1942 aus. Ergänzende Elemente der Ausstellung eröffnen weitere Zugänge zu ihrem Thema.

## Jüdische Einwohner in Schöneberg und Tempelhof (1933)
In Schöneberg lebten zu Beginn der NS-Herrschaft 1933 über 16.000 jüdische Einwohner, das waren 7,35 % aller Schöneberger. Besonders beliebt als Wohnquartier im Bezirk war das Bayerische Viertel, deshalb auch Jüdische Schweiz genannt. Während der NS-Zeit wurden über 6000 jüdische Bewohner vor den Augen ihrer Nachbarn aus Schöneberg deportiert. Im Nachbarbezirk Berlin-Tempelhof lebten 1933 rund 2300 jüdische Einwohner (2,03 %), 230 von ihnen wurden deportiert.

## Erinnerungsort
Die Ausstellung ist das Ergebnis einer in den 1980er Jahren einsetzenden Zeitzeugen- und Erinnerungsarbeit des Kunstamtes Schöneberg. Diese außergewöhnliche Idee eines Berliner Bezirks, einen symbolischen Denkort, einen Erinnerungsort für die verfolgten und ermordeten jüdischen Nachbarn einzurichten, wird seitdem kontinuierlich fortgeführt. Damit ist ein weiterer Ort des Gedenkens und der Erinnerung an den Holocaust neben den Gedenkstätten für die Opfer des Nationalsozialismus in Berlin entstanden.

## Elemente der Ausstellung

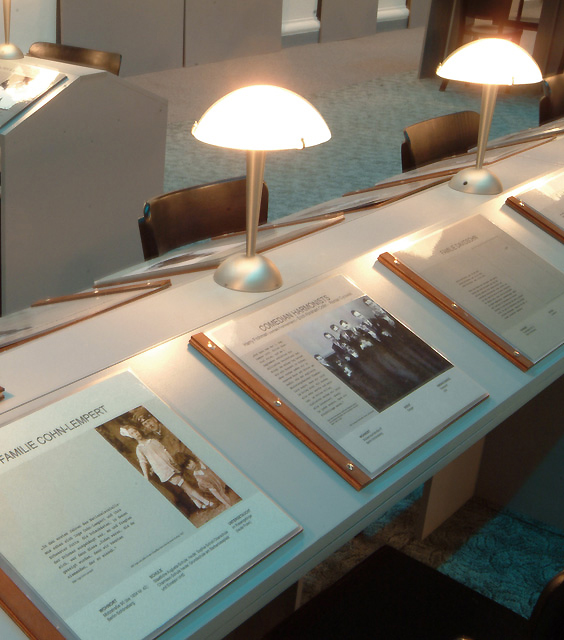
Biografische Alben über ehemalige jüdische Einwohner von Schöneberg und Tempelhof liegen auf Lesepulten aus

### Biografische Alben
Derzeit (Stand: 2020) dokumentieren 170 biografische Alben die Lebens- und Leidensgeschichte von jüdischen Bürgern aus den Berliner Bezirken Schöneberg und Tempelhof. Die Mehrzahl der Familien- und Einzelbiografien wurde in Zusammenarbeit mit Zeitzeugen entwickelt. Geschichte wird hier aus deren Perspektive erzählt, wie der Ausstellungstitel Wir waren Nachbarn nahelegt. Persönliche zeitgenössische Fotografien, Dokumente, Briefe und Berichte machen ihre Geschichte in eindrücklicher Weise erfahrbar.
Etwa ein Drittel der biografischen Alben sind prominenten Schöneberger und Tempelhofer Persönlichkeiten aus Literatur, Musik, Kunst, Wissenschaft oder Sport gewidmet (wie Albert Einstein, Alfred Kerr, Helmut Newton, Billy Wilder, Erich Fromm, Wilhelm Reich, Kurt Tucholsky, Gertrud Kolmar, Else Lasker-Schüler, Gisèle Freund, Coco Schumann, Nelly Sachs, Alice Salomon, Lilli Henoch, Alfred Flatow und Gustav Flatow sowie Georg Hermann; dokumentiert ist auch die Geschichte der Widerstandskämpferinnen Liane Berkowitz) und Marianne Cohn. Geschildert wird das Leben vor und nach 1933, gegebenenfalls die Flucht ins Exil, die Deportation und Ermordung von Familienangehörigen.
Die Alben zeigen aber auch das Leben nach dem Holocaust bis in die heutige Zeit und werden ergänzt um Antworten auf die Frage nach weiteren Formen der Erinnerung (wie Gedenktafeln, Stolpersteine und biografische Literatur).
Das Ausstellungskonzept ist ein work in progress, sodass die Ausstellung jedes Jahr um neue biografische Alben ergänzt wird, jährlich wechselnde Schwerpunkte hat (siehe Rahmenprogramm) und auch erweitert werden kann. Nicht zuletzt deshalb sind Zeitzeugen und ihre Angehörigen im In- und Ausland eingeladen, sich mit der Ausstellung in Verbindung zu setzen.

### Hörstationen
Der Eindruck des Authentischen, den die biographischen Alben bewirken, verstärken bei bislang 15 besonders markierten Alben kurze „Hörstücke“. Hier können die Leserinnen und Leser beim Blättern oder Betrachten der Fotografien über Kopfhörer zum Beispiel die authentischen Stimmen des Schriftstellers Kurt Hiller oder des Musikers Ilja Bergh anhören. Die Hörstationen werden kontinuierlich ergänzt, wofür unter anderem auf Originalinterviews mit Zeitzeugen zurückgegriffen werden kann. Die dafür erforderlichen redaktionellen und technischen Arbeiten ermöglichen Patinnen und Paten der Hörstationen.

### Karteikarten von Deportierten
An den Wänden der Ausstellungshalle sind handschriftliche Karteikarten mit den Namen von mehr als 6000 Deportierten und Ermordeten aus Schöneberg und Tempelhof alphabetisch nach Straßennamen geordnet angebracht. Sie wurden 1987 von Andreas Wilcke (seinerzeit Mitglied der Bezirksverordnetenversammlung von Schöneberg) aus der Kartei der Oberfinanzdirektion übertragen und später mit Karten zu den Daten aus Tempelhof Deportierter ergänzt. In der NS-Zeit waren diese Personendaten von den Berliner Finanzbehörden erfasst worden, um das Vermögen der Deportierten einzuziehen. Die ausgestellten Karten enthalten die Namen und letzte Anschrift der Deportierten, Datum und Ziel der Deportation. 6069 Namen auf den Karteikarten machen anschaulich begreifbar, wie viele ehemalige jüdische Nachbarn aus ihren Wohnungen heraus abgeholt oder an ihrem Arbeitsplatz (siehe auch Fabrikaktion) verhaftet wurden, um mit der Deutschen Reichsbahn in die Ghettos, Konzentrationslager oder Vernichtungslager transportiert zu werden, wo sie ermordet wurden oder seitdem verschollen sind.

### Ländertafeln der Exilländer
Auf Schautafeln, sogenannten Ländertafeln, werden Situationen in den wichtigsten Exilländern, wie sie die Emigranten vorfanden, mit zeitgenössischen Texten und Abbildungen dargestellt, ergänzt mit Verweisen auf einschlägige biographischen Alben der Ausstellung. Die wichtigsten Exilländer waren Großbritannien, Palästina, die USA, Lateinamerika, die Schweiz und China. Gezeigt werden aber auch Fotografien aus dem Exilland Türkei, wo Ernst Reuter im politischen Exil lebte, bevor er 1947 zum Oberbürgermeister von Berlin gewählt wurde, ab 1949 mit Sitz im Rathaus Schöneberg.

### Interviewfilm
Ein weiteres Element der Ausstellung ist der Interviewfilm Geteilte Erinnerungen von Monika Wenczel. Dieser Film basiert auf Interviews mit jüdischen und nichtjüdischen Zeitzeugen aus dem Bayerischen Viertel.

### Informationspult
Ein Informationspult enthält einen interaktiven Info-Monitor. Hier können der oben erwähnte Interviewfilm kapitelweise oder vollständig betrachtet und Hintergrundinformationen zum Bayerischen Viertel sowie zu den Interviewten abgerufen werden. Ein Glossar gibt Auskunft zu zeitgenössischen Begriffen, eine Zeitleiste informiert über die wichtigsten Ereignisse im Deutschen Reich und in Berlin. Daneben liegen Gedenkbücher für Schöneberg, Tempelhof und Berlin sowie das jüdische Adressbuch von Berlin von 1931 aus.

### Archiv der Erinnerungen
Im sogenannten Archiv der Erinnerungen finden die Besucher Erinnerungssplitter (kurze Berichte, Notizen, Fotos) von nichtjüdischen Zeitzeugen und von Besuchern der Ausstellung über Personen, Ereignisse und Orte im Zusammenhang mit der Thematik der Ausstellung. Es kann von Besuchern immer weiter ergänzt werden.

### Aktuelle Medien-Berichte
Dieses Ausstellungselement befasst sich mit dem Alltag heute und enthält aktuelle Medienberichte über Antisemitismus und Rassismus sowie eine Presse-Wand mit Zeitungsausschnitten.

### Pädagogische Beratung für Schulen
Zu den regelmäßigen Besuchern gehören (nach Voranmeldung) auch Schulklassen, insbesondere für Unterrichtsprojekte in den Fächern Sozialkunde, Geschichte, Heimatkunde oder Sachunterricht. Dafür ist zur Beratung, ggf. auch Führung fachkundiges Personal in der Ausstellung präsent.

### Besucherberatung
Für die Beratung von Besuchern wie zur Führung von Besuchergruppen (nach vorheriger Anmeldung) ist in der Ausstellung fachkundiges Personal präsent. So können auch individuelle Fragen beantworten oder Hinweise gegeben werden.

### Rahmenprogramm
In Rahmenprogrammen zu jährlich wechselnden thematischen Schwerpunkten werden einzelne Aspekte der Ausstellung vertiefend beleuchtet. 2018 werden den Besuchern unter dem Titel Unerhörte Stimmen die akustischen Erinnerungen von Menschen, die im Bezirk lebten, nahegebracht. So erinnern sich unter anderem der ehemalige Geiger der Berliner Philharmoniker Hellmut Stern, der Jazzgitarrist Coco Schumann, die Lyrikerin Mascha Kaléko, der Regisseur Billy Wilder oder die Fotografin Gisèle Freund an ihre Zeit in Schöneberg oder Tempelhof. Zu anderen, wie Gertrud Kolmar oder Kurt Tucholsky, tragen Schauspieler Gedichte oder Briefe vor. 2017 standen die Schicksale von Kindern und Jugendlichen während der NS-Zeit im Mittelpunkt. 2014 lag der Fokus auf den Juden im Ersten Weltkrieg, 2012 wurde der Lebensweg jüdischer Ärzte thematisiert, 2011 der jüdischer Juristen und 2010 jüdische Schulen und Schüler (Luise Zickel – Zickel-Schule, Reimann-Schule). Als weitere Begleitveranstaltungen fanden regelmäßig eine Lesung mit Gespräch der Zeitzeugin Rahel Mann und im Kinosaal des Rathauses monatliche Vorführungen thematisch einschlägiger Spiel- und Dokumentarfilme statt.
Am 28. April 2022 um 18 :00 Uhr hielt die Literaturwissenschaftlerin Jutta Rosenkranz einen Vortrag mit dem Thema: Mascha Kaléko – im Exil in den USA. Am 24. Mai 2022 um 18:00 Uhr wird Volker Schlöndorff einen Vortrag mit dem Thema Billy Wilder im Exil in den USA halten.
Am 3. September 2022 findet vor dem Rathaus Schöneberg ein Nachbarschaftsfest der Ausstellung (Stand 7) mit neuen Informationen statt.

### Besuchererfolg
Über 28.000 Ausstellungsbesucher wurden bis 2010 seit der Eröffnung im Jahr 2005 gezählt, seit 2011 mehr als 10.000 jährlich. Sie kommen aus dem In- und Ausland und sind zum Teil Zeitzeugen, deren Nachkommen, Verwandte oder Bekannte.

## Bezug zum DenkmalOrte des Erinnerns
Die Ausstellung hat inhaltlichen Bezug zu dem konzeptionellen Denkmal der Künstler Renata Stih und Frieder Schnock: Orte des Erinnerns im Bayerischen Viertel. Dieses 1993 eingeweihte Denkmal besteht aus einer stadträumlichen Installation aus 80 farbigen, doppelseitigen Tafeln von Bild- und Text-Kombinationen, welche die zunehmende Ausgrenzung und Entrechtung der jüdischen Bevölkerung in der NS-Zeit verdeutlichen.

## Geschichtsort mit einer ähnlichen Ausrichtung
Das Humberghaus, im Westmünsterland, heute Kreis Wesel, stellt ebenfalls den nachbarschaftlichen Bezug der jüdischen Familien Humberg und Terhoch bis 1941 in den Vordergrund und hält darüber hinaus Kontakt zu den Nachfahren in Kanada, über mehrere Generationen.